# Cidade Tiradentes (bairro de São Paulo)
Cidade Tiradentes é um bairro do distrito de Cidade Tiradentes, no município de São Paulo, no estado de São Paulo, no Brasil. É o bairro mais importante do distrito, o qual leva o seu nome.

## Infraestrutura
O bairro conta com pavimentação, arborização e parques.

### Segurança pública
O bairro apresenta altos índices de criminalidade. Em 2016, era o bairro da cidade com menor idade média de morte (53,85). Em contraste, o bairro com maior idade era Alto de Pinheiros (79,67).